# Jean Bodin

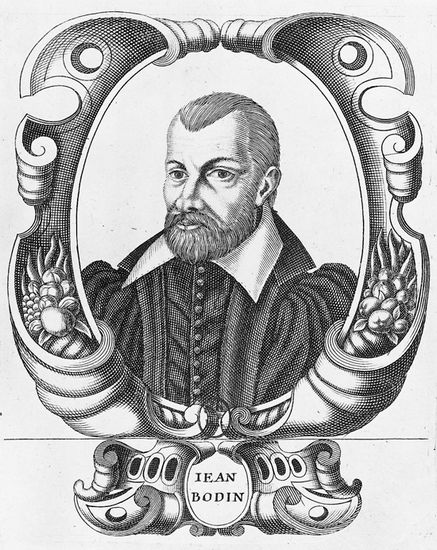
Portretgravure van Jean Bodin

Jean Bodin (Angers, ca. 1530 – Laon, 1596) was een Frans politiek filosoof en magistraat. Hij introduceerde het begrip soevereiniteit als onderdeel van zijn theorie over absolute koningsmacht. Ook schreef hij over economie en demonologie.

## Soevereiniteit
In zijn belangrijkste werk, Les six livres de la république (1576), introduceerde Bodin het moderne soevereiniteitsbegrip. Hiermee legde hij de basis voor de theoretische grondslag van het absolutisme en het moderne staatsgezag, wat mee de overgang van de Middeleeuwen naar de Moderne Tijd markeerde. De essentie van soevereiniteit was voor Bodin de macht om wetten te maken, en niet zoals voorheen om recht te spreken. Daarmee trok hij een kwalitatief onderscheid tussen de koning en de feodale heren, die immers in hun heerlijkheden ook over jurisdictie beschikten.
De uitwerking van het begrip soevereiniteit door Bodin moet begrepen worden tegen de achtergrond van de Hugenotenoorlogen. Om vrede en rust terug te brengen in de samenleving, meende Bodin net als Machiavelli dat een sterk gezag nodig was. Voor Bodin was het de Franse koning die daartoe de absolute macht moest hebben, analoog aan de pauselijke plenitudo potestatis. Hij ging daarom in tegen de beperking van de koninklijke macht die de monarchomachen voor ogen hadden. Bodin stelde daar tegenover dat soevereiniteit de absolute en eeuwige kracht van een staat is. Absoluut stond hier voor de ondeelbare macht, niet beperkt door een extern hoger gezag of gedeeld met interne lagere instellingen. Eeuwig of onvervreemdbaar hield in dat lagere instellingen wel uitvoering konden geven aan zijn macht – door recht te spreken, ambtenaren te benoemen en belastingen te heffen –, maar dat hun bevoegdheden steeds herroepbaar waren.
Opmerkelijk is dat Bodin de soevereiniteit niet probeerde te legitimeren met verdragen of principes als het droit divin, het goddelijk recht dat vorsten zouden hebben. Het nam niet weg dat hij de soeverein onderworpen achtte aan het goddelijk en natuurrecht. Ook maakte hij binnen de monarchieën een onderscheid tussen het heerlijke type en het koninklijke type. In tegenstelling tot heerlijke monarchieën, die slechts door de Hunnen voet aan de grond hadden gekregen in Europa, respecteerden koninklijke monarchieën het eigendomsrecht en dus de vrijheid van de onderdanen. Het onderscheid tussen soevereine macht en eigendom was voor Bodin zo belangrijk, dat hij – niettegenstaande zijn absolutisme – stelde dat de koning geen belastingen kon opleggen zonder instemming.

## Slavernij
Jean Bodin was een van de eersten in Europa die zich actief tegen de slavernij verzette en uitliet. De Condorcet zou dat later tijdens de Verlichting verder concretiseren. Bodin reageerde op een situatie rond Nice, waar het voor ondernemers moeilijk was te concurreren met bedrijven die produceerden met behulp van slaven. Dit was volgens hem niet goed voor de Franse natie.

## Publicaties

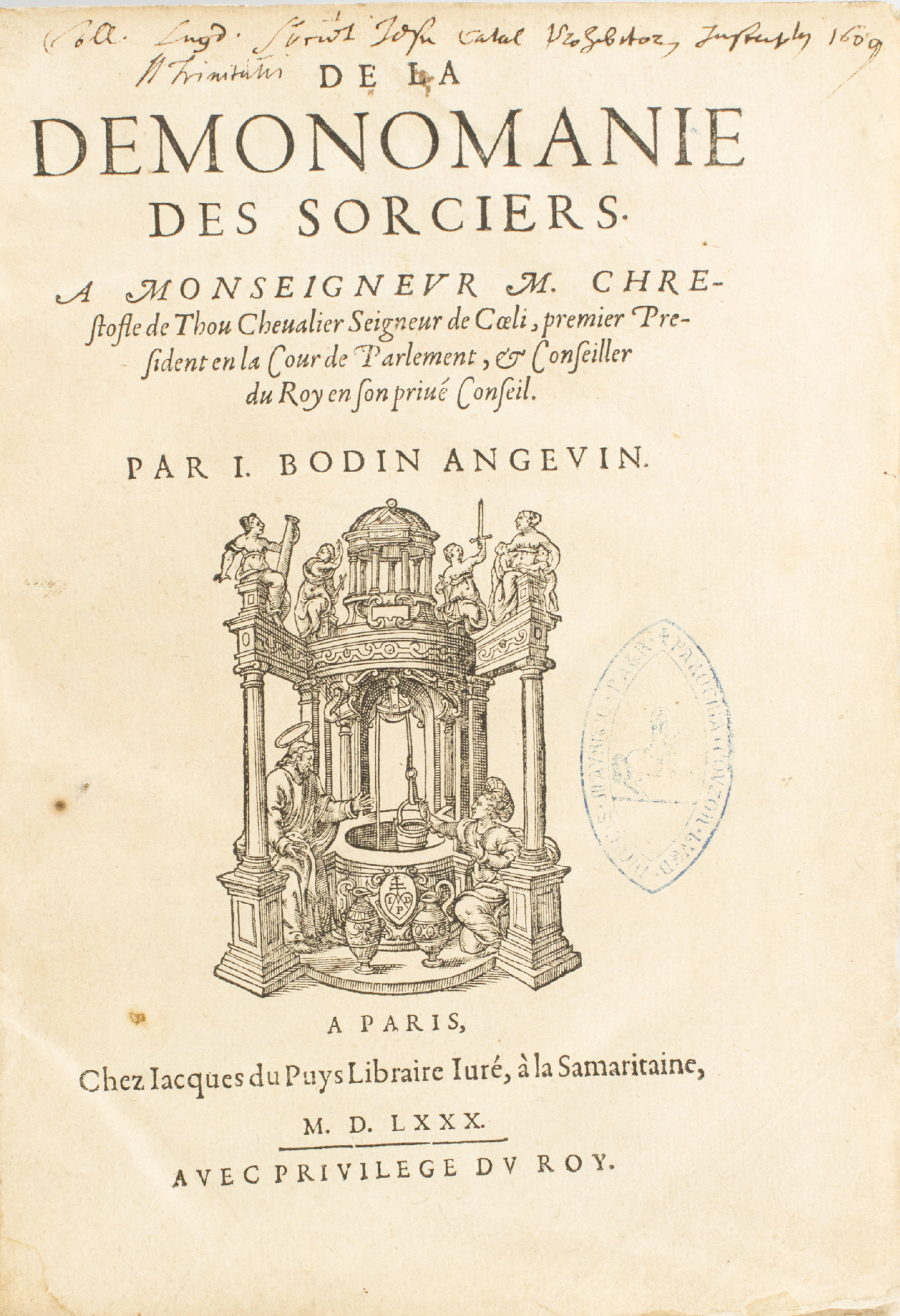
Titelpagina van De la démonomanie des sorciers (1580)

- Oppiani de Venatione libri IIII (1555)
- Oratio de instituenda in repub. juventute ad senatum populumque Tolosatem (1559)
- Methodus ad facilem historiarum cognitionem (1566)
- Paradoxes de M. de Malestroit touchant le fait des monnaies et l'enrichissement de toutes choses (1568)
- Les six livres de la République (6 boeken, Parijs, 1576)
- Iuris universi distibutio (1578), systematisering van het Romeins recht en reflextie op de essentie van het recht
- Réponse aux paradoxes de M. de Malestroict touchant l'enrichissement de toutes choses et le moyen d'y remédier, (1578), waarin hij een verband vaststelt tussen de stijging van de prijzen in de 16e eeuw en de aanvoer van edelmetaal uit Amerika, een werk dat van Bodin een van de eerste verdedigers van de theorie van mercantilisme maakte in Frankrijk.
- Démonomanie des sorciers (1580, in het Frans), waarin hij het bestaan van tovenaars steunt.
- Apologie ou réponse pour la République de Bodin, (Parijs, 1581)
- Amphithéâtre de la nature (1595)
- Universae naturae theatrum (1596)
- Colloquium heptaplomeres, werk geschreven in 1587, maar lange tijd slechts een manuscript gebleven, een dialoog waarin hij de verschillende religies bespreekt en lijkt de voorkeur te geven aan het deïsme ; dit werk werd pas in 1858 gepubliceerd, te Leipzig, door Ludwig Noack.

De Œuvres van Jean Bodin werden door de autoriteiten van het Vaticaan te Rome in de Index Librorum Prohibitorum opgenomen.